# Miriam Argüello
Miriam Auxiliadora Argüello Morales (Granada, 22 de febrero de 1927-Managua, 7 de febrero de 2019) fue una política de Nicaragua. Abogada de oficio, fue la primera mujer en ocupar el cargo de presidente de la Asamblea Nacional de Nicaragua en la que sirvió como diputada durante 22 años.

## Biografía
Fue elegida presidente de la Asamblea en 1990, derrotando a Alfredo César Aguirre a pesar de que este fue apoyado por la Presidente de la República Violeta Chamorro, que fue candidata de la alianza electoral Unión Nacional Opositora (UNO, la coalición de la que formó parte la APC) en las elecciones generales de ese mismo año. Aunque, César fue elegido al año siguiente, sustituyendo a Argüello en 1991 como presidente del poder legislativo.
En 1996 Argüello fue candidata a presidente de Nicaragua por el partido Alianza Popular Conservadora (APC). Aunque en ese entonces tanto la presidencia como la vicepresidencia eran ejercidas por mujeres —Chamorro y Julia Mena Rivera, respectivamente— pocas mujeres ejercían cargos públicos en la administración Chamorro y en las elecciones generales de 1996 Argüello fue la única mujer entre 23 candidatos presidenciales.
En 2007 ella se alió con el Frente Sandinista de Liberación Nacional (FSLN), pero rompió su alianza con este partido en 2012 con la reelección del líder del FSLN Daniel Ortega como presidente del país, alegando que la Corte Suprema de Justicia permitió a Ortega un tercer período violando la Constitución de Nicaragua.